# Rokle
Rokle (en allemand : Rachel) est une commune du district de Chomutov, dans la région d'Ústí nad Labem, en Tchéquie. Sa population s'élevait à 400 habitants en 2021.

## Géographie
Rokle se trouve à 15 km au sud-ouest de Chomutov, à 64 km au sud-ouest d'Ústí nad Labem et à 87 km au nord-ouest de Prague.
La commune est limitée par Kadaň au nord, par Březno et Chbany à l'est, par Vilémov au sud et par le terrain militaire de Hradiště à l'ouest.

## Histoire
La première mention écrite du village remonte à 1368.

## Administration
La commune se compose de cinq quartiers :
- Hradec
- Krásný Dvoreček
- Nová Víska u Rokle
- Rokle
- Želina

## Transports
Par la route, Rokle se trouve à 4 km de Kadaň, à 24 km de Chomutov, à 86 km d'Ústí nad Labem et à 101 km de Prague.